# Bekir Aksu
Bekir Aksu (ur. w 1938 w Yozgacie) – turecki zapaśnik walczący w stylu klasycznym. Olimpijczyk z Meksyku 1968, gdzie odpadł w eliminacjach w kategorii plus 97 kg.
Zajął piąte miejsce na mistrzostwach świata w 1965. Triumfator igrzysk śródziemnomorskich w 1963 roku.